# 캔디 (빠샤메카드)
캔디는 빠샤메카드, 빠샤메카드 S에 나오는 소녀 캐릭터이다.

## 성격
케인, 아이비, 초코의 말을 잘 따른다.

## 작중행적

### 빠샤메카드
뺘샤메카드 25회에서 아이비를 따라가다가 케케를 테이밍하고 초코와 함께 어둠에 물들어버린 케인, 아이비를 만난다.

### 빠샤메카드 S
4화에서는 나찬과 배틀이 끝나고 초코가 캔디를 나찬에게로 보내면서 초코와 헤어지게 된다.